# خرچنگ پیام‌فرست
خرچنگ پیام‌فرست (نام علمی: Heloecius cordiformis) نام یک گونه از بالاخانواده تندپاواران است.